# Estación de Luz
La Estación de Luz (en portugués: "Estação da Luz") es una de las estaciones de ferrocarril más importantes de la ciudad de São Paulo, Brasil. Tiene un gran vestíbulo de entrada, un andén central y tres andenes laterales. Da servicio a las líneas 7 (Expresso 10+) y 11 (Expresso Leste) de la Companhia Paulista de Trens Metropolitanos. También tiene conexión con las líneas 1-Azul y 4-Amarilla del Metro de São Paulo, a través de un enlace subterráneo, integrando la red de transporte ferroviario de la Gran São Paulo. La estación recibe una media de 450.000 pasajeros al día.
Inaugurada en 1865, la estación pasó por tres versiones. La primera fue sencilla, construida junto con el ferrocarril. Ampliada en la década de 1870, fue quedando obsoleta ante el creciente número de cargas y pasajeros que viajaban a la ciudad de São Paulo.
El actual se encuentra en el barrio de Luz  y fue construida entre 1895 y 1901, proyectada por el arquitecto británico Charles Henry Driver para la São Paulo Railway, empresa con sede en Londres que se encargó de construir el primer tramo de ferrocarril en el estado de São Paulo, uniendo el puerto de Santos con la ciudad de Jundiaí..
El edificio también alberga el Museu da Língua Portuguesa y en sus alrededores se encuentran la Pinacoteca do Estado de São Paulo, el Jardim da Luz y la Sala São Paulo, en la Estação Júlio Prestes.

## Historia

### Primera estación
En la época de la construcción de la línea, Luz era un barrio retirado del centro y caracterizado por su elevación de aproximadamente 20 metros con relación a los ríos Tietê y Tamanduateí. Es decir, tenía una media de 748 m s. n. m. frente a los 728 m de los ríos que la rodeaban. Esta zona, que unía el centro de la ciudad con Ponte Grande, albergaba un jardín botánico - ampliado por el presidente de la Provincia, João Teodoro Xavier de Matos - y una ermita dedicada a las Hermanas de San José. 

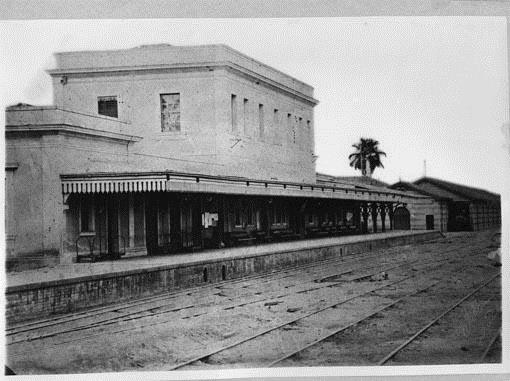
La antigua estación consistía en un bloque de una planta junto a la vía férrea.

El terreno para la estación se había cedido al jardín botánico, aunque su ubicación no se decidió hasta 1865, por lo que el superintendente de la época, J. J. Aubertin, solicitó que se construyera en un terreno próximo a la actual estación Luz del metro de São Paulo, en la esquina de la calle Brigadeiro Tobias. La solicitud había sido hecha por el ingeniero de obras, Daniel M. Fox, al Presidente de la Provincia. Pedía que se volviera a los planos originales hechos para la Estación Luz. 
Según lo determinado por el ingeniero fiscal Vasco de Medeiros, la estación debía ser trasladada al otro lado del jardín botánico, cerca de la oficina del contratista Robert Sharpe, para instalar dos portales en las calles Alegre y Constituição. Sin embargo, el ingeniero Daniel M. Fox aconsejó que la estación se construyera en el Largo do Jardim Público, lo que determinó la instalación de una única puerta que daría servicio a ambas calles.
Su primer edificio, como todos los de la empresa, era muy sencillo. Consistía en un pequeño bloque de una planta, situado al lado de la vía férrea, donde se encontraban las instalaciones de despacho, embarque y desembarque de pasajeros así como la residencia del jefe de estación. Junto a él había una serie de pequeños edificios destinados a la administración de la línea, al departamento de ingeniería de la empresa, a las reparaciones de los trenes y al almacenamiento de mercancías.

### Segunda estación
El 17 de marzo de 1888, la compañía propuso ampliar el andén de la estación de viajeros y su cubierta, así como agrandar el edificio. El nuevo edificio constó de dos plantas con líneas neoclásicas, tejado de hierro en la entrada del edificio y sobre los andenes. Se construyó sobre la estación anterior. Alfredo Moreira Pinto, En 1900, proporcionó una descripción precisa de la segunda estación:

Ocupa actualmente un edificio que tiene un cuerpo central reentrante, con tres ventanas en el segundo piso y dos puertas, tres ventanas y un porche en el primero, y dos cuerpos laterales salientes con cuatro ventanas en cada uno, dos en cada piso. El cuerpo central alberga un vestíbulo y una taquilla en la primera planta y la oficina de tráfico en la segunda. A los lados del vestíbulo se encuentran la oficina de correos, un aseo de señoras y, enfrente, un pub. En la parte trasera del edificio hay un largo andén en el que se encuentran la oficina del jefe de estación, la oficina de telégrafos y varios muelles de carga.

Este edificio permaneció en pie hasta principios del siglo XX, cuando fue demolido para completar la estación de la tercera estaci´.

### Tercera estación

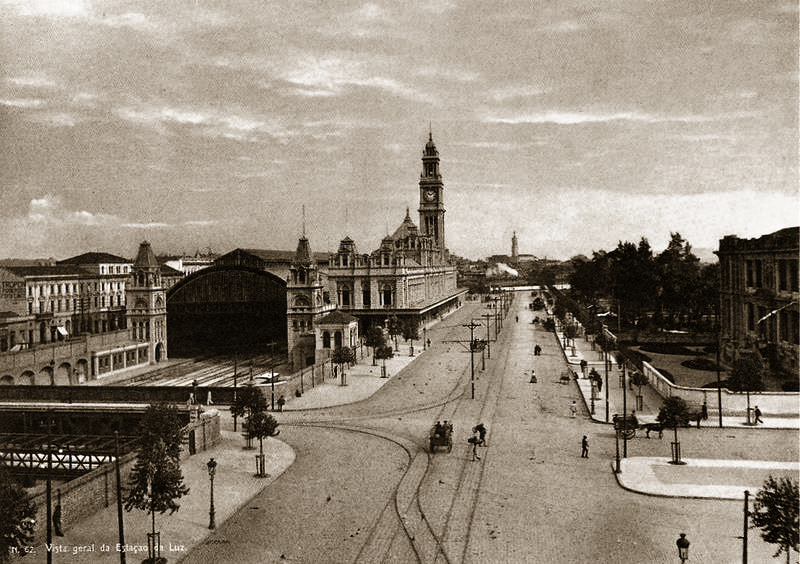
Fotografía de la Estación de Luz en 1900, tomada por Guilherme Gaensly

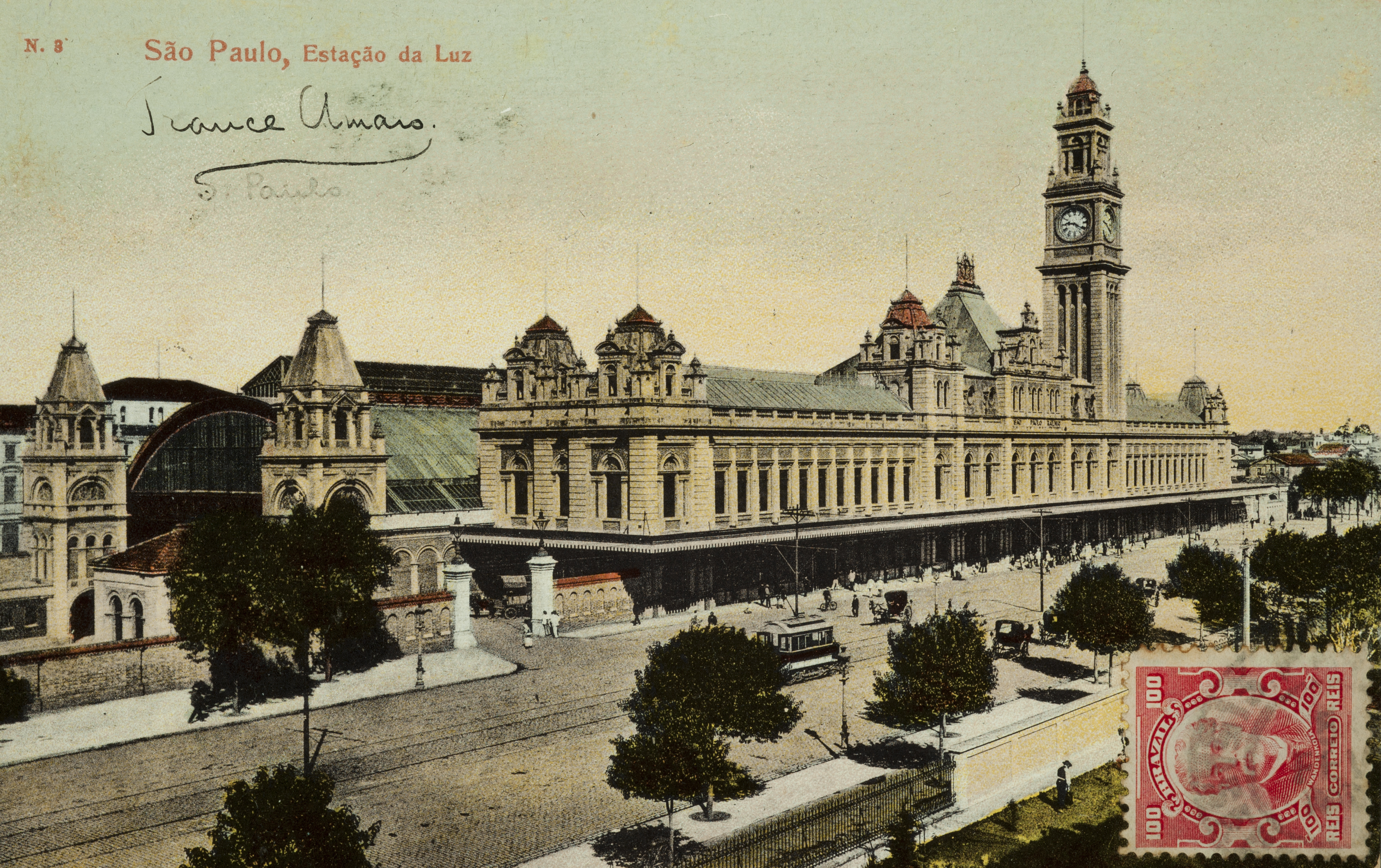
La estación a principios del

Las descripciones más completas de la tercera estación de pasajeros de São Paulo fueron hechas por contemporáneos de la construcción, como Alfredo Moreira Pinto, en 1900, y Adolfo Augusto Pinto, en 1903. La estación, que ocupa una superficie de 7520 m², se compone de dos bloques distintos. El primero, un gran edificio de dos plantas de mampostería de ladrillo que alberga las oficinas de la superintendencia, ingeniería y contabilidad. Está rematado por una alta torre del reloj visible desde varios puntos de la ciudad. La construcción siguió las líneas arquitectónicas adoptadas en las estaciones de Brás y Santos, con techos abuhardillados y torretas en los extremos con mampostería de ladrillo visto. El segundo bloque consiste en una gran estación acristalada de 40 metros de luz, 150 metros de longitud y 25 metros de altura, que cubre seis líneas de ferrocarril rebajadas hasta el nivel de las calles próximas a la estación. El diseño de la estación se atribuye al arquitecto británico Charles Henry Driver (1832-1900), renombrado arquitecto de estaciones ferroviarias.
Driver fue uno de los primeros arquitectos en diseñar un tejado acristalado para una estación de ferrocarril de la línea Midland Railway, en las ciudades de Leicester y Hitchin, en Kettering y Wellingborough, respectivamente, en 1857. También trabajó en la London, Brighton and South Coast Railway. El cálculo de la estructura de la estación corrió a cargo de los ingenieros consultores Daniel M. Fox y Alexander Mac Kerrow, cuya oficina ocupaba los locales de la antigua oficina de James Brunlees en Londres, en el número 12 de la calle Victoria de Westminster, en diciembre de 1898. La estructura metálica y el equipo de iluminación de la estación se importaron de Gran Bretaña, siendo los proveedores Walter MacFarlane & Co, de Glasgow, Earl of Dudley Steel y Hayward Brothers Borough, de Londres, Alexander Mac Kerrow, de Westminster, Dorman & Co Ltd y Frederick Braby & Co Ltd Engineers and Contractors, también de Londres.
Su trazado es paralelo a la línea por lo que se trata de una estación de paso, a pesar de su tamaño, con los servicios dispuestos a los lados de los andenes. El ladrillo expuesto y las estructuras metálicas de la estación son los elementos constructivos predominantes. La estación está rematada por una linterna de tejado que se extiende a lo largo de toda su longitud y está cubierta con planchas de zinc y tejas de vidrio. La estación también está flanqueada por cuatro torretas, que repiten la tipología y las líneas utilizadas en el cuerpo principal de la estación.

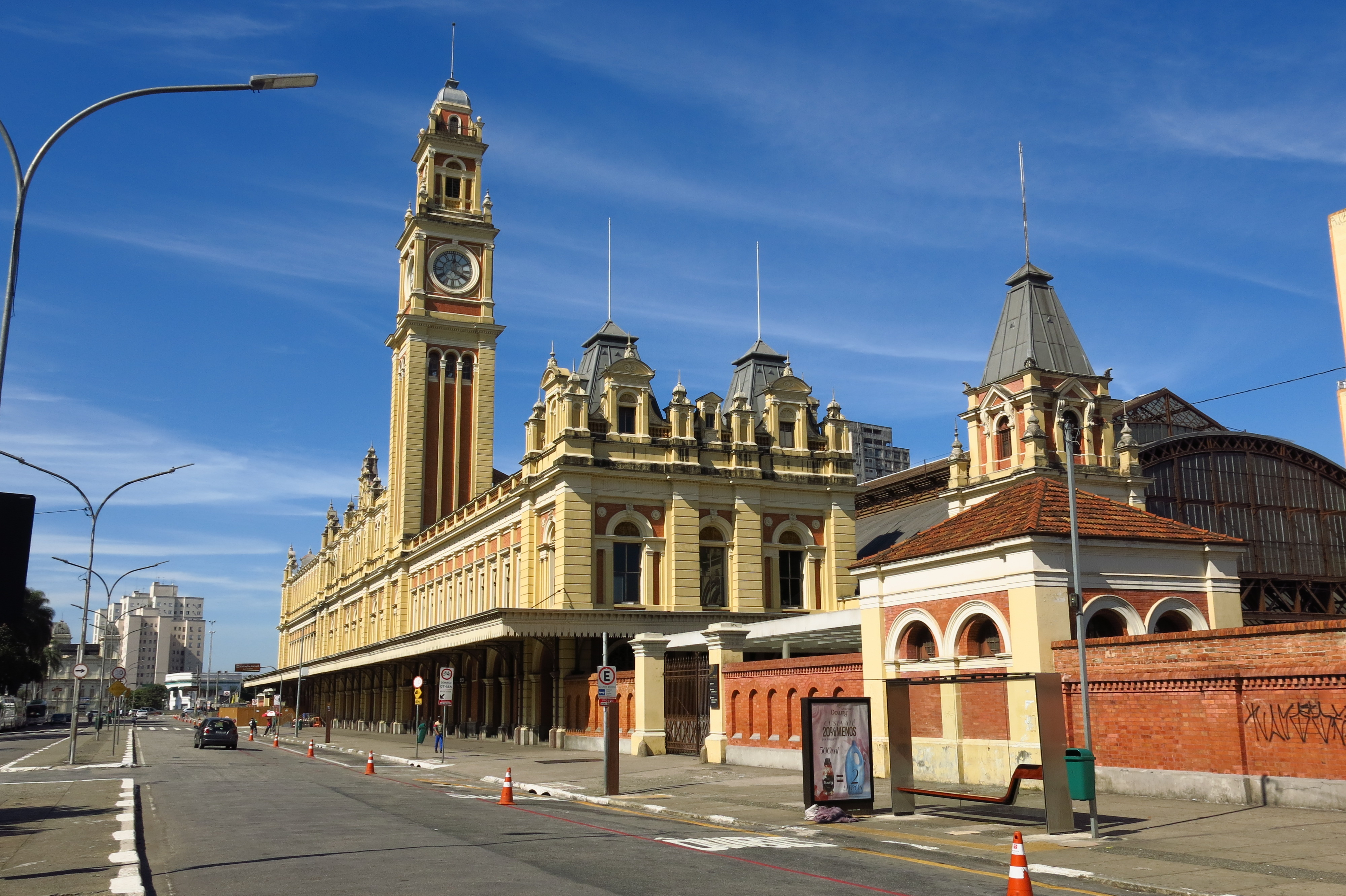
Estación de Luz vista desde la calle Prates

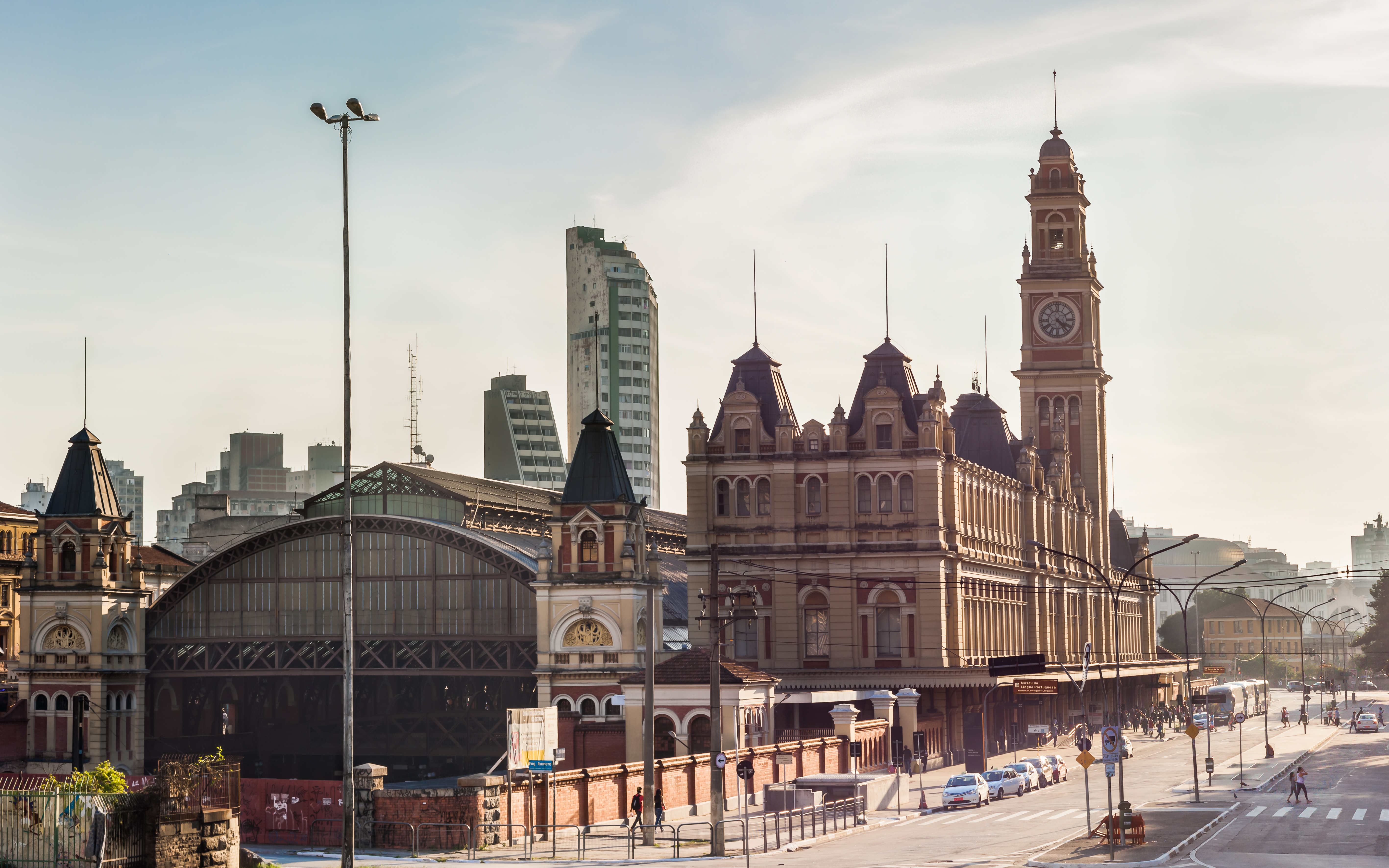
La estación es uno de los símbolos del poder de São Paulo en el apogeo de la República do café com leite

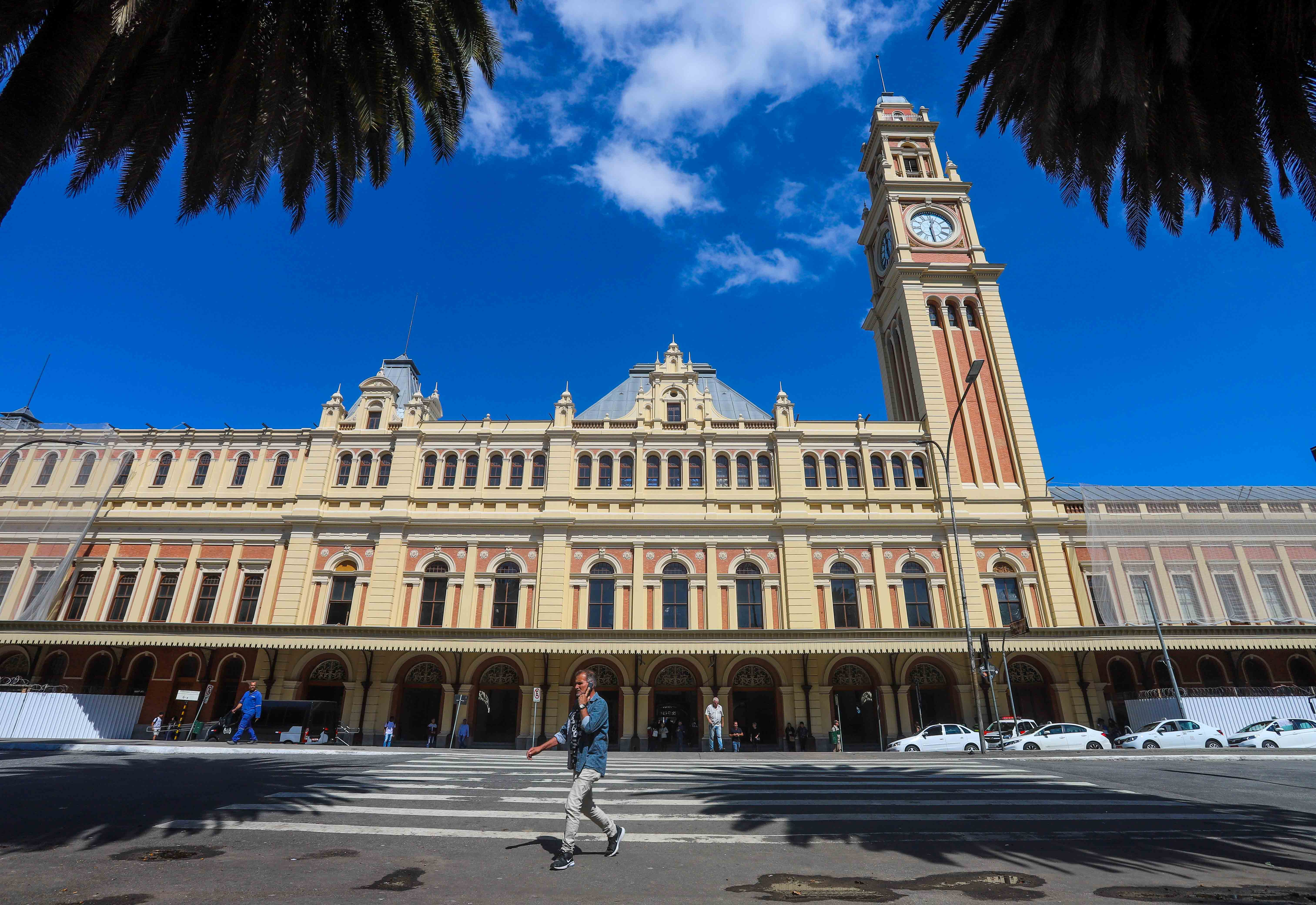
Fachada central de la estación con la torre del reloj

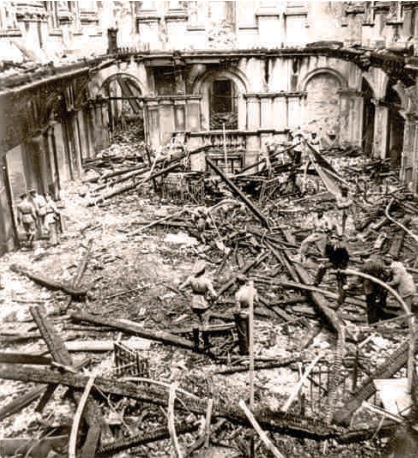
Hall de la estación de Luz destruido por el fuego, 1946

Para la Estação da Luz se realizaron dos proyectos, siendo el que no se realizó poseedor de las mismas líneas y estilo arquitectónico existentes en otro proyecto destinado a la estación de pasajeros de Santos, con cúpulas de estilo neoclásico en el cuerpo central del edificio y en las torrecillas en lugar de las mansardas construidas. La estación no se inauguró formalmente porque el tráfico no se había interrumpido para la construcción de la duplicación de la línea, ya que, a medida que se terminaba el cuerpo principal del edificio, éste pasó a albergar los servicios de embarque y desembarque de pasajeros que se realizaban en la segunda estación de pasajeros. Este servicio comenzó incluso antes de que la estación estuviera terminada. Las obras concluyeron formalmente en febrero de 1901, como indica la carta enviada por la superintendencia al departamento de ingeniería fiscal:

Habiendo sido abierta al público y entregada al tráfico la nueva estación de Luz, terminadas las obras y completada la instalación de todas sus dependencias, como Su Excelencia comprobó personalmente ayer, me permito declarar, en nombre del Gobierno Federal, que las respectivas obras quedan definitivamente aceptadas a partir de esta fecha para todos los efectos del Contrato de 17 de julio de 1895.
William Speers, Superintendente

### Época contemporánea
El Gobierno Federal, a través del ministro de Vías y Obras Públicas, Epitácio Pessoa, aceptó la solicitud por orden del 23 de febrero de 1901. Las obras de duplicación continuaron realizándose a lo largo de la primera década del siglo XX, concluyéndose las restantes en las estaciones de Jundiaí y Santos. En la primera con la terminación de la cubierta de los andenes y en la segunda con la terminación de los almacenes de mercancías y la presentación de un nuevo plan para una nueva estación de pasajeros, que no fue aceptado. En esa época, el superintendente de la Compañía en Brasil era el contador Charles C. Tompkins y el ingeniero a cargo de las obras era el ingeniero galés William Sheldon.
Menos de quince años después de la conclusión de las obras de este importante representante de la arquitectura ferroviaria en São Paulo, en 1915, cuando el superintendente de la Compañía era el brasileño Antônio Fidélis y su ingeniero residente Sheldon, se realizaron dos proyectos del arquitecto Victor Dubugras para una nueva estación que preveían la demolición completa de la existente. Estos dos proyectos, además de esta propuesta radical, incluían la construcción de una gran losa sobre las líneas existentes con el desmantelamiento de la estación actual. En el lugar de la actual Praça da Luz, entre la estación actual y el jardín, se construiría una nueva estación con nuevas líneas.
A pesar de la existencia de estos dos proyectos, no fue posible encontrar ninguna mención a su finalidad en los archivos de la Red Ferroviaria Federal. Lo que se puede suponer es que ambos formaban parte de un antiguo deseo del gobierno paulista de centralizar todos los ferrocarriles que llegaban o atravesaban la ciudad de São Paulo en una única estación central, plan también presentado en la década de 1930 por Prestes Maia en su Plan de Avenidas para la ciudad de São Paulo.
En 1946 la estación sufrió un incendio y, tras su renovación, se añadió una nueva planta al bloque administrativo. En las décadas siguientes, el transporte ferroviario se fue deteriorando en Brasil, al igual que el barrio de Luz, lo que hizo que la estación también cayera en el abandono.
En las décadas de 1990 y 2000 sufrió una serie de reformas, una de ellas dirigida por el arquitecto Paulo Mendes da Rocha y su hijo Pedro Mendes da Rocha -cuya intención era adaptarla para albergar el Museo de la Lengua Portuguesa. En diciembre de 2015 se produjo otro gran incendio en la estación que destruyó las instalaciones del museo y causó grandes daños al patrimonio arquitectónico del edificio. Sin embargo, la colección no se perdió, ya que en su mayor parte es virtual y puede recuperarse a partir de su copia de seguridad.

## Carga cultural
La estación es una especie de templo a la magnitud del poder del café en la historia de la ciudad. Erguida junto al Jardim da Luz, por décadas su torre dominó el paisaje paulista. Su reloj era la principal referencia para poner en hora los relojes pulsera de la población.

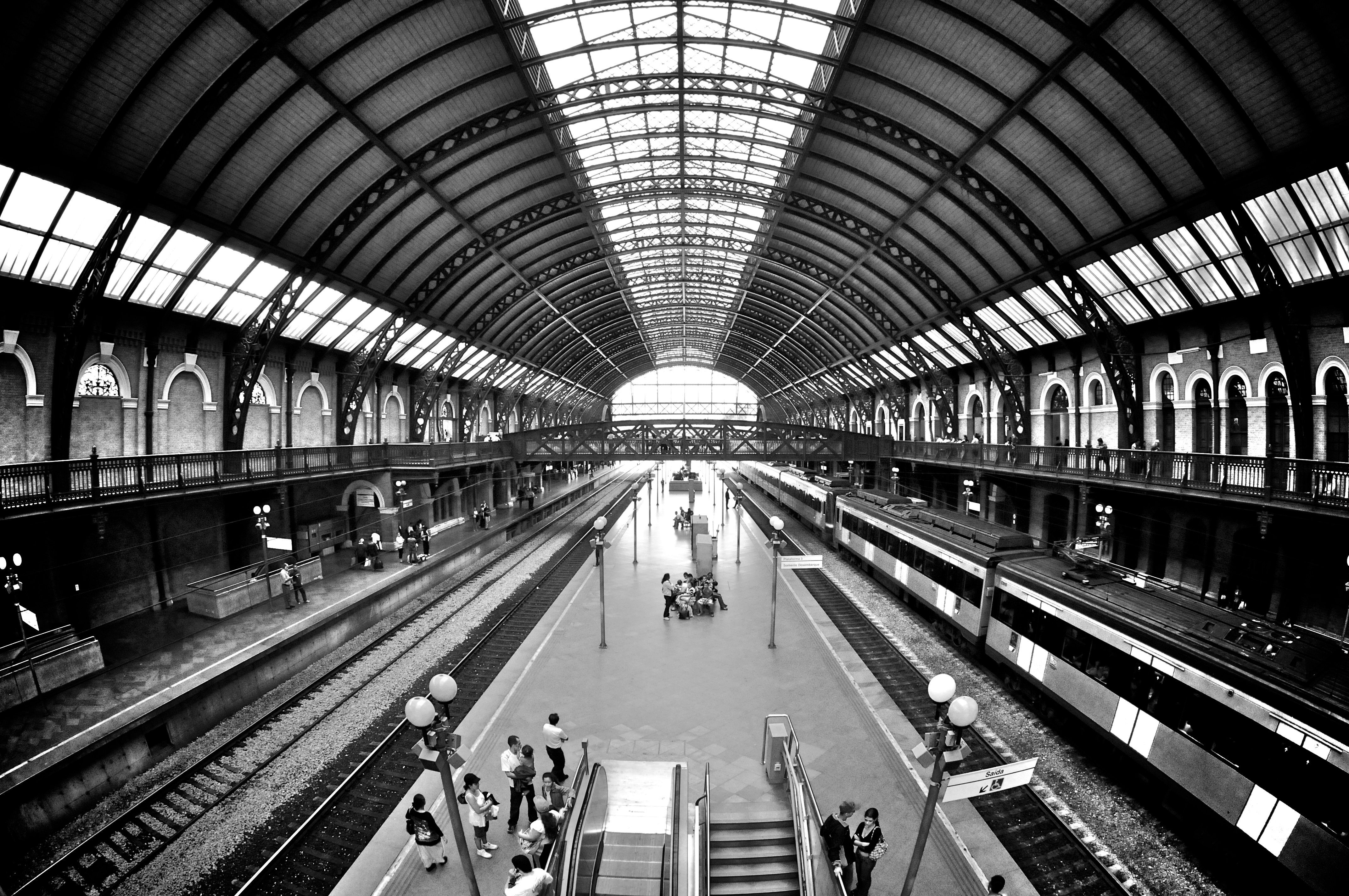
Interior de la estación.

En el período de auge de la estación (o sea, en las primeras décadas del siglo XX, cuando Luz era uma región destacada en la ciudad), esta componía un conjunto arquitectónico que no sólo era una referencia urbana sino que también formaba parte de la vida cotidiana del municipio, constituyendo aquello que se podría tildar como imagen de la ciudad. La Estación, vecina del Jardim da Luz, era junto al edificio de la Pinacoteca del Estado uno de los símbolos de la região da Luz, marcando los límites de los barrios Bom Retiro y Campos Elíseos. Además de eso, hasta mediados de los años 1970, un tercer elemento completaba aquel espacio: en la perspectiva de la avenida Tiradentes se localizaba, en frente a la Pinacoteca, un monumento a la figura del arquitecto Ramos de Azevedo (responsable de varios edificios monumentales, entre ellos la Pinacoteca). Por su altura, el edificio servía como punto de referencia tanto para el centro histórico como para las orillas Río Tietê (hacia el cual la avénida Tiradentes se extiende).
Con las obras del metro de São Paulo, llevadas a cabo en la década de 1970, el Monumento a Ramos de Azevedo fue retirado del lugar, lo que alteró radicalmente el paisaje urbano y, como consecuencia, la percepción cotidiana de los transeúntes del lugar. Por otro lado, la Estação da Luz adquirió con esta reforma una cierta monumentalidad.